# Symfonie nr. 2 (Rasmussen)

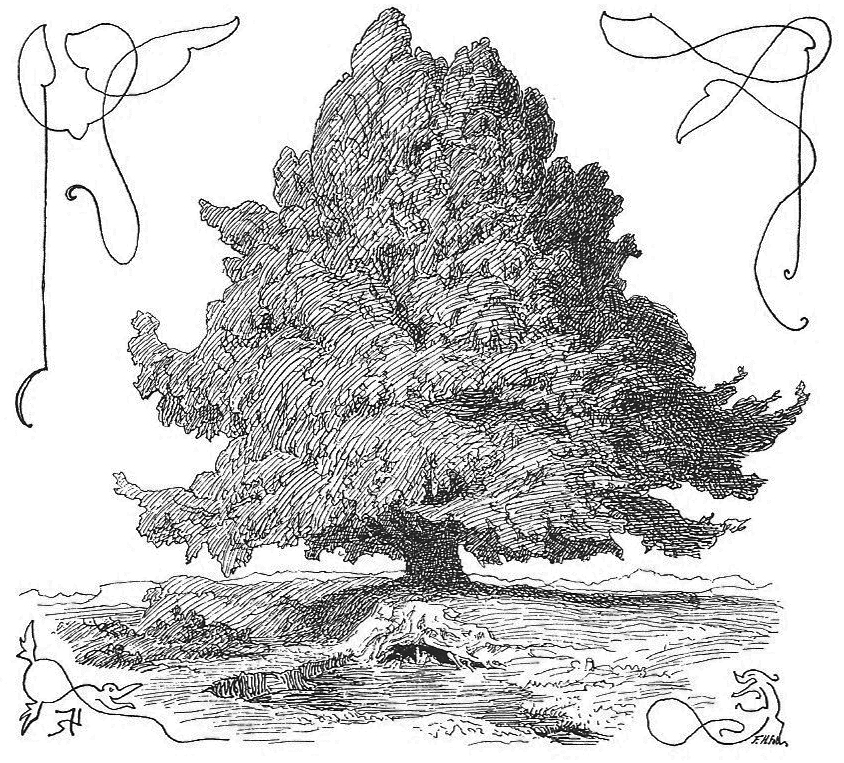
Yggdrasil

Sunleif Rasmussen werkte aan zijn Symfonie nr. 2 "The Earth Anew" in 2014 en 2015.
De symfonie werd door de Faeröer op verzoek van dirigent John Storgårds (vriend van de componist) en het Helsinki Philharmonisch Orkest geschreven. Zij wilden een werk dat gespeeld kon worden tijdens de viering van de 150-jarige verjaardag van de geboortedag van Jean Sibelius (8 december 2015). Dirigent en orkest wilde een werk dat aansloot bij Kullervo, de koorsymfonie van de Finse componist. Daar waar Sibelius zijn werk baseerde op de Kalevala wendde Rasmussen zich tot Yggdrasil, de levensboom (Eddavers 31) in de Noordse mythe, die algehele vernietiging overleeft en teken is van het nieuwe leven/de nieuwe aarde. De eerste uitvoering van het werk vond echter al plaats op 9 september 2015 en het werd voorafgegaan door Symfonie nr. 4 van Sibelius.
De Faeröerse componist had tot dan toe slechts één instrumentale symfonie geschreven en kon zich door de aangeboden situatie uitleven met een uitgebreide orkestratie en zangers. De symfonie kent daarbij de klassieke vierdelige opzet maar met de uitdieping in deel 2 en het scherzo in deel 3:
- Andantino espressivo e agitato
- Lugubre e molto espressivo
- Scherzo impromptu
- Maestoso furioso – tranquillo e dolce

Orkestratie:
- sopraan, bariton
- mannenkoor (TTBB)
- 3 dwarsfluiten, 3 hobo’s, 2 klarinetten, 1 basklarinet, 2 fagotten, 1 contrafagot
- 4 hoorns, 3 trompetten, 3 trombones, 1 tuba
- pauken, 3 man/vrouw percussie, piano
- violen, altviolen, celli, contrabassen

De première vond plaats in Helsinki met Cyndia Sieden (s), Bo Skovhus (b) Akademiska Sängforeningan, Muntra Musikanter, het Helsinki Philharmonisch, alles geleid door Storgårds.